# 马克·卡萨多
马克·卡萨多·托拉斯（2003年9月14日—），西班牙职业足球运动员，司职防守中场，效力于西甲俱乐部巴塞罗那、西班牙國家足球隊。

## 俱樂部生涯
2022年8月27日，卡萨多在巴塞罗那B队以3-2戰勝卡斯迪隆的比賽中完成了他在巴塞罗那B队首秀。
2022年11月1日，卡薩多在欧洲冠军联赛對陣比尔森胜利的比賽中首次代表巴塞罗那一線隊正式亮相。
2025年3月2日，卡薩多在孔帕尼斯奥林匹克体育场4-0戰勝皇家蘇斯達的比賽中攻入了他代表巴塞羅那隊的首個進球。

## 國家隊生涯
卡薩多被教練路易斯·德拉富恩特列入了26人最終名單，參加2024年11月15日和18日對陣丹麥和瑞士的2024–25年歐洲國家聯賽A比賽。
2024年11月15日，他在對陣丹麥的比賽中第70分鐘替補馬丁·蘇維門迪，首次代表西班牙國家足球隊出場，幫助球隊2-1獲勝。 

## 荣誉
巴塞罗那
- 西班牙超級盃：2025年[5]

- 西班牙國王盃冠軍：2024–25[6]

- 西班牙足球甲级联赛冠軍：2024–25[7]